# Nchelenge
Nchelenge è un ward dello Zambia, parte della Provincia di Luapula e capoluogo del distretto omonimo.